# مقاصد بی‌رحمانه
مقاصد بی‌رحمانه (به انگلیسی: Cruel Intentions) فیلمی ۹۷ دقیقه‌ای به کارگردانی راجر کامبل با بازی سارا میشل گلر محصول کشور ایالات متحده آمریکا است.

## خلاصه داستان
«کاترین» با برادرخوانده اش، «سباستین» شرط می‌بندد که او نمی‌تواند «آنت» (دختری که تصمیم گرفته تا پیدا شدن عشق واقعی اش صبر کند)، را بدست بیاورد. اگر سباستین این شرط را ببازد، کاترین اتومبیل جگوار او را صاحب می‌شود و در صورت برد…

## بازیگران
- سارا میشل گلر در نقش Kathryn Merteuil
- رایان فیلیپ در نقش Sebastian Valmont
- ریس ویترسپون در نقش Annette Hargrove
- سلما بلیر در نقش Cecile Caldwell
- لوئیز فلچر در نقش Helen Rosemond
- سوزی کرتز در نقش Dr. Regina Greenbaum
- سین پاتریک توماس در نقش Ronald Clifford
- کریستین برنسکی در نقش Bunny Caldwell
- جاشوا جکسون در نقش Blaine Tuttle
- اریک میبیس در نقش Greg McConnell
- تارا رید در نقش Marci Greenbaum
- شارلی اوکونل در نقش Court Reynolds
- هرتا ور در نقش Mrs. Sugarman

## فیلمبرداری
این فیلم حدوداً در پنج هفته یعنی از تاریخ 9 ژوئن 1998 تا 15 ژوئیه 1998 فیلمبرداری شد.

## طراحی لباس
به گفته دنیس وینگات، طراح لباس ، ریس ویترسپون برای تضاد با رنگ لباس های تیره رایان فیلیپ ، عمداً رنگهای روشن پوشیده بود.

## نقش ها
در طول فیلم ، رایان فیلیپ و ریس ویترسپون در مقابل هم قرار داشتند. این دو نفر سه ماه پس از اکران فیلم ازدواج کردند و با دو فرزند در سال 2008 طلاق گرفته و جدا شدند. همچنین علی‌رغم گزارش هایی، ریس ویترسپون هنگام فیلمبرداری باردار نبود. این فیلم از 9 ژوئن 1998 تا 15 ژوئیه 1998 فیلمبرداری شد و ویترسپون دخترش آوا را در 9 سپتامبر 1999 به دنیا آورد یعنی یک سال کامل پس از فیلمبرداری این فیلم. اما از او در رسانه ها و مطبوعات به عنوان کسی که باردار بود، نام برده می شد.  همچنین سلما بلیر در نقش سیسیل، به ترتیب پنج و سه سال از سارا میشل گلر در نقش کاترین و رایان فیلیپ در نقش سباستین مسن تر است. 

## درجه بندی
تهیه کننده نئال اچ مورتیز به طور قراردادی با کلمبیا پیکچرز موافقت کردند که فیلم دارای رتبه R باشد، و نه رتبه ای کمتر.

## فیلمنامه
راجر کامبل نویسنده و کارگردان، فیلمنامه ابتدایی فیلم را در دوازده روز نوشت.

## عنوان فیلم
نام فیلم در ابتدا قرار بود "اختراعات بی رحمانه" باشد ، اما این عنوان می توانست یک فیلم علمی تخیلی را در ذهن طرفداران تداعی کند، بنابراین نام فیلم قبل از اکران تغییر کرد. همچنین عنوان نسخه آلمانی این فیلم "Eiskalte Engel" نام دارد که به "فرشتگان یخی سرد" ترجمه می شود.

## گاف های فیلم
- هنگام ورود به آپارتمان آنته برای تحویل بسته، درب زنگ قبل از اینکه سباستین آن را لمس کند زنگ می خورد.
- اولین باری که داخل کتاب خاطرات سباستین نشان داده می شود، عنوان و صفحه "شرط بندی" در مقابل صفحه ای با تصویر کاترین و عبارت "من عوضی هستم" قرار دارد. در پایان فیلم ، کاترین نسخه ای از کتاب را که دریافت می کند و صفحه "شرط بندی" که باز می شود، روبروی آن صفحه تصویری از سیسیل وجود دارد.
- فیلمبردار و وسایل فیلمبرداری اش در جلو شیشه جلو اتومبیل سباستین هنگام رانندگی با آنت قابل مشاهده است.
- وقتی آنها در مترو نیویورک هستند ، می توانیم یک قطار مترو لس آنجلس را در تصویر مشاهده کنیم.
- بعد از اینکه سباستین در انتهای فیلم جلوی تاکسی پرتاب شد ، شماره پلاک تاکسی از 3T18 به 9X24 در بین عکسها تغییر می کند.[۹]